# Anette Tønsberg
Anette Tønsberg (ur. 2 kwietnia 1970 w Lørenskog) – norweska łyżwiarka szybka.
Tønsberg w 1992 brała udział w zimowych igrzyskach olimpijskich, odbywających się w Albertville. Uczestniczyła wówczas w dwóch konkurencjach łyżwiarstwa szybkiego: biegu na 3000 m (20. miejsce) oraz biegu na 5000 m (21. miejsce). W 1998 powtórzyła swój występ na igrzyskach olimpijskich, które odbywały się w Nagano. Wówczas wzięła udział w trzech konkurencjach łyżwiarstwa szybkiego: biegu na 1500 m (17. miejsce), biegu na 3000 m (15. miejsce) oraz biegu na 5000 m (13. miejsce).

## Rekordy życiowe
| Dystans | Czas    | Data             | Miejsce |
| ------- | ------- | ---------------- | ------- |
| 500 m   | 40,24   | 20 stycznia 1999 | Calgary |
| 1000 m  | 1:18,50 | 20 stycznia 1999 | Calgary |
| 1500 m  | 2:00,10 | 27 marca 1998    | Calgary |
| 3000 m  | 4:12,92 | 27 marca 1998    | Calgary |
| 5000 m  | 7:21,57 | 6 lutego 1999    | Hamar   |
| Źródło: |         |                  |         |